# Kazuno
Kazuno (鹿角市 Kazuno-shi?) es una ciudad situada en el suroeste de la prefectura de Akita, Japón. 
A partir de abril de 2012, la ciudad tiene una población estimada de 32 131 y una densidad de población de 45,4 personas por km². La superficie total es de 707,52 km².

## Geografía
Kazuno se encuentra en el valle en las montañas del extremo noreste de la prefectura de Akita, con las montañas Ōu y la Prefectura de Iwate en el este. Gran parte de la ciudad se encuentra dentro de los límites del Parque nacional de Towada-Hachimantai. Gran parte del área de la ciudad está cubierta de bosques. Debido a su ubicación interior, la ciudad se caracteriza por sus fuertes nevadas en invierno. También es conocido por los ciervos salvajes.

### Municipios circundantes
- Prefectura de Akita
  - Kitaakita
  - Ōdate
  - Senboku
  - Kosaka
- Prefectura de Iwate
  - Hachimantai
- Prefectura de Aomori
  - Towada
  - Takko
  - Sannohe
  - Shingō

## Clima
Kazuno tiene un clima continental húmedo con grandes diferencias de temperatura estacionales, con cálido a caluroso verano (a menudo húmedos) e inviernos fríos (a veces severamente fríos). La precipitación es abundante durante todo el año, pero es mayor de agosto a octubre.
| Parámetros climáticos promedio de Kazuno（1981-2010） | Parámetros climáticos promedio de Kazuno（1981-2010） | Parámetros climáticos promedio de Kazuno（1981-2010） | Parámetros climáticos promedio de Kazuno（1981-2010） | Parámetros climáticos promedio de Kazuno（1981-2010） | Parámetros climáticos promedio de Kazuno（1981-2010） | Parámetros climáticos promedio de Kazuno（1981-2010） | Parámetros climáticos promedio de Kazuno（1981-2010） | Parámetros climáticos promedio de Kazuno（1981-2010） | Parámetros climáticos promedio de Kazuno（1981-2010） | Parámetros climáticos promedio de Kazuno（1981-2010） | Parámetros climáticos promedio de Kazuno（1981-2010） | Parámetros climáticos promedio de Kazuno（1981-2010） | Parámetros climáticos promedio de Kazuno（1981-2010） |
| Mes                                                   | Ene.                                                  | Feb.                                                  | Mar.                                                  | Abr.                                                  | May.                                                  | Jun.                                                  | Jul.                                                  | Ago.                                                  | Sep.                                                  | Oct.                                                  | Nov.                                                  | Dic.                                                  | Anual                                                 |
| ----------------------------------------------------- | ----------------------------------------------------- | ----------------------------------------------------- | ----------------------------------------------------- | ----------------------------------------------------- | ----------------------------------------------------- | ----------------------------------------------------- | ----------------------------------------------------- | ----------------------------------------------------- | ----------------------------------------------------- | ----------------------------------------------------- | ----------------------------------------------------- | ----------------------------------------------------- | ----------------------------------------------------- |
| Temp. máx. media (°C)                                 | 0.6                                                   | 1.7                                                   | 5.6                                                   | 13.9                                                  | 19.6                                                  | 23.7                                                  | 26.6                                                  | 28.4                                                  | 23.7                                                  | 17.3                                                  | 10.0                                                  | 3.5                                                   | 14.5                                                  |
| Temp. media (°C)                                      | -3.0                                                  | -2.4                                                  | 0.9                                                   | 7.6                                                   | 13.4                                                  | 18.1                                                  | 21.5                                                  | 22.9                                                  | 18.0                                                  | 11.1                                                  | 4.9                                                   | -0.2                                                  | 9.4                                                   |
| Temp. mín. media (°C)                                 | -7.3                                                  | -6.9                                                  | -3.8                                                  | 1.7                                                   | 7.6                                                   | 13.1                                                  | 17.3                                                  | 18.5                                                  | 13.2                                                  | 5.9                                                   | 0.4                                                   | -3.9                                                  | 4.7                                                   |
| Temp. mín. abs. (°C)                                  | -22.4                                                 | -19.6                                                 | -16.8                                                 | -9.9                                                  | -1.8                                                  | 3.2                                                   | 8.1                                                   | 8.6                                                   | 1.4                                                   | -2.3                                                  | -11.4                                                 | -16.6                                                 | -22.4                                                 |
| Fuente: Japan Meteorological Agency                   |                                                       |                                                       |                                                       |                                                       |                                                       |                                                       |                                                       |                                                       |                                                       |                                                       |                                                       |                                                       |                                                       |

## Ciudades Hermanadas
Kazuno están hermanadas con las siguientes ciudades:
- Sopron, Győr-Moson-Sopron, Hungría.
- Liangzhou, Gansu, China.